# Johann Philipp (Offizier)
Johann „Hannes“ Philipp (* 27. März 1930 in Wien; † 3. Jänner 2024) war ein General des österreichischen Bundesheeres.

## Militärische Laufbahn
Johann Philipp trat 1955 in das österreichische Bundesheer ein und absolvierte anschließend die Theresianische Militärakademie, aus der er im Dezember 1957 als Leutnant und Jahrgangsbester ausgemustert wurde.
Nach Absolvierung des 4. Generalstabskurses wurde er am 30. September 1966 zum Hauptmann des Generalstabes befördert und nahm in den folgenden Jahren an mehreren Auslandseinsätzen bei friedenserhaltenden Missionen der Vereinten Nationen teil.
1961 besuchte er einen Stabsoffizierskurs für Pioniere in den USA und 1967/68 den Regular Course am Command and General Staff College in Fort Leavenworth nordwestlich von Kansas City.
1975 ging er als Oberst in den Auslandseinsatz zur United Nations Disengagement Observer Force nach Syrien. Dort wurde er bei Überspringen des Ranges eines Brigadiers direkt zum Generalmajor befördert, weil es die Einsatzregeln der UNDOF so vorsahen, dass ein Generalmajor die Position des Kommandanten auszufüllen habe.
1980 bis 1984 war er Kommandant der Theresianischen Militärakademie. Am 20. Dezember 1984 wurde Philipp zum Armeekommandanten ernannt  und gleichzeitig zum General befördert.
1991 ging er in den Ruhestand.

### Auslandseinsätze
- 1969 im Rahmen der UNFICYP  als Mitglied des Stabes auf Zypern[4]
- 16. Juli 1975 bis 21. April 1979 als Kommandant der UNDOF auf den Golanhöhen in Syrien[6]

### Auszeichnungen
- 1987: Großes Goldenes Ehrenzeichen für Verdienste um die Republik Österreich

## Privates
Johann Philipp war verheiratet und hatte zwei Kinder.

## Veröffentlichungen
- Johann Philipp: Der Operationsfall »A« – Gesamtbedrohung im Fall der Raumverteidigung, 1973-1991. In Manfried Rauchensteiner (Hrsg.): Zwischen den Blöcken : NATO, Warschauer Pakt und Österreich, Boehlau Verlag, 2010. ISBN 978-3-205-78469-2.